# Alexanderarkipelaget
Alexanderarkipelaget (engelsk: Alexander Archipelago ) er en næsten 500 kilometer lang øgruppe ud for Alaskas sydøstkyst . Øgruppen består af omkring 1.000 øer, som er toppe af bjerge som rejser sig skarpt fra Stillehavet. Dybe kanaler og fjorde adskiller dem fra fastlandet.
Øerne har uregelmæssige og stejle kystlinjer, og dybe stedsegrønne og tempererede regnskove . De største øer er Chichagof Island, Admiralty Island, Baranof Island, Kupreanof Island, Kuiu Island, Mitkof Island, Wrangell Island, Prince of Wales Island og Revillagigedo Island. Alle øer er skovklædte og har en bred fauna. Det totale areal skønnes til at være omkring 33.000 km².
Indfødt befolkning på øerne er tlingit- og kaiganihaida-folkene . Tsimshianfolket , som bor på Annette Island, er ikke oprindeligt fra området, men immigrerede fra British Columbia sent i 1800-tallet. De største byer på øerne er Ketchikan på Revillagigedo Island og Sitka på Baranof Island. Den største by i den administrative region hvor øgruppen indgår er Juneau, men den ligger på fastlandet og er altså ikke en del af øgruppen selv.
Øgruppens hovederhverv er turisme, fiskeri og skovarbejde.
Arkipelaget blev besøgt af russerne i 1741, og blev senere udforsket af Storbritannien, Spanien og USA. Øerne tilhørte Russisk Amerika indtil USAs køb af Alaska i 1867. Navnet på øgruppen kommer fra Alexander Baranov, chef for det Russisk-Amerikanske Kompagni i det tidlige 1800-tal.

56°40′00″N 134°05′00″V / 56.66667°N 134.08333°V